# Mario Carloni
Mario Carloni (Nápoles, 27 de dezembro de 1894 - Roma, 30 janeiro de 1962) foi um general italiano, muito característico durante o decorrer da Primeira Guerra Mundial, durante o decorrer da Segunda Guerra Mundial foi comandante do 31º regimento do "Siena" e 6º regulamento da fanfarra de Bersaglieri, com particular destaque durante a campanha na Rússia. Após o armistício de 8 de setembro de 1943, ele ingressou na República Social Italiana, tornando-se parte do Exército Nacional Republicano, onde comandou a 1ª Divisão Bersaglieri "Itália" e a 4ª Divisão Alpina "Monterosa" durante a Campanha Italiana de 1944-1945. Condecorado com o Cavaleiro da Ordem Militar de Sabóia, quatro medalhas de prata para o militar, com a Cruz de Ferro de segunda classe e com o Militar Militar da Cruz Alemã em ouro.

## Biografia
Ele nasceu em Nápoles em 27 de dezembro de 1894, filho de Costantino e Giulia De Michele. Em 31 de dezembro de 1912, ele se alistou como soldado voluntário no Exército Real, designado para o 5º Regimento Bersaglieri de Senigallia, tornou-se cabo em 31 de março de 1913 e, em seguida, sargento no 11º Regimento Bersaglieri. Um aluno de segundo grau, ele foi nomeado segundo-tenente para o serviço de primeira nomeação no 7º Regimento Bersaglieri por Decreto Real de 29 de abril de 1915, chegando ao seu departamento em 15 de maio.
Durante a Primeira Guerra Mundial, ele foi ferido em combate duas vezes e foi promovido a tenente por mérito de guerra em 2 de dezembro de 1915, e então capitão em 10 de abril de 1917. Ajudante de campo na 2ª Brigada Bersaglieri de 31 de dezembro de 1917, ele então entrou em serviço no depósito da Tchecoslováquia sob o 33º Regimento mobilizado em 16 de maio de 1918, e serviu na Sede do comando do Corpo da Tchecoslováquia de 4 de novembro de 1918 a 10 Junho de 1919. Promovido a major em 20 de setembro de 1930, enquanto servia no 2º regimento de infantaria, e tenente-coronel em 31 de dezembro de 1936, ele foi comissionado para lecionar na Real Academia Militar de Infantaria e Cavalaria em Modena. Ele foi promovido a coronel com antiguidade em 1º de janeiro de 1940. Após a entrada em guerra do Reino da Itália, ocorrida em 10 de junho de 1940, em 19 de setembro do mesmo ano embarcou para a Albânia, onde a partir de 28 de outubro participou nas operações de guerra contra a Grécia à frente do 31º Regimento. Infantaria "Siena". Em 20 de abril de 1941, no final das operações, ele desfilou em Atenas à frente de um regimento de treinamento e foi condecorado com a Cruz de Cavaleiro da Ordem Militar de Sabóia.
Transferido para Creta, em 4 de outubro de 1942 solicitou a transferência para lutar na frente russa sob o comando do 6º Regimento Bersaglieri de Bolonha, permanecendo lá até 23 de março de 1943. Neste regimento, seu filho Bruno lutou como segundo-tenente, que caiu em 13 de agosto de 1942 em Baskovskij (Ucrânia) e recebeu a Medalha de Ouro por bravura militar em memória.
Ele repatriou da Ucrânia em 23 de março de 1943, e em 27 de julho o Führer concedeu-lhe a Ordem Militar da Cruz Alemã em ouro. Em 5 de agosto, ele foi transferido para o quartel-general do XXXV Corpo de Exército como Comandante do Centro de Constituição para batalhões de caçadores de carruagem em Verona. Após a assinatura do armistício em 8 de setembro de 1943 foi capturado pelos alemães no dia 13 e de lá enviado para o Offizier Lager em Przemysl, de onde, assim que ingressou na República Social Italiana, foi libertado em 23 de setembro e transferido para Berlim para dirigir, a partir de 1º de outubro, o cargo de Chefe do Departamento de Exército da Missão Militar Italiana na Alemanha.
Em 28 de novembro em Heuberg (Württemberg), ele assumiu o comando da 1ª Divisão Bersaglieri "Itália", então em treinamento, e foi promovido a brigadeiro-general em 16 de junho de 1944. Em 17 de julho, ele substituiu o General Goffredo Ricci como comandante da 4ª Divisão Alpina "Monterosa" na fase de repatriação. Ele assumiu o cargo de chefe do subsetor de Serchio-Garfagnana a partir de 20 de novembro, substituindo o Oberst Schirowski, após o "Monterosa" de meados de outubro ter alternado o 42.ID tomando partido na "Linha Gótica" com um terço de as forças divisionais. De 26 a 28 de dezembro de 1944, com o apoio da LI Geb.Korps em campo, comandou um ataque de demonstração denominado "Wintergewitter", resumindo o comando da 1ª Divisão Bersaglieri "Itália" em 21 de fevereiro, unidade que substituiu praticamente todas as unidades italianas presentes na Garfagnana.
Em 1 de março de 1945, ele se tornou um major-general e seus homens conseguiram conter a 92ª Divisão de Infantaria "Buffalo" até 6 de abril, quando após a ofensiva americana começou uma retirada gradual da Divisão da frente. Em 29 de abril de 1945 em Fornovo, próximo a Parma, ele se rendeu à Força Expedicionária Brasileira após a batalha de Collecchio.
Preso no campo de concentração de Coltano, pela morte do tenente Alfred Lyth, piloto americano morto em Camporgiano em 8 de fevereiro de 1945 pelos soldados do "Monterosa" após a captura, foi julgado junto com o capitão Ítalo Simonitti, e ao sargento Benedetto Pilon, que já estava em cativeiro após a rendição final, no Tribunal Marcial dos Estados Unidos que se reuniu em Florença de 25 de setembro a 4 de outubro de 1946. A corte marcial terminou com a sentença de morte de Simonitti, comandante da Polícia Militar de Monte Rosa, e de trabalhos forçados vitalícios para Pillon; Carloni foi absolvido de todas as acusações, mas embora a sentença já tivesse sido confirmada em 27 de fevereiro de 1947, ele foi libertado pelas autoridades italianas apenas em 19 de maio de 1951. Quando foi libertado da prisão militar de Forte Boccea em Roma, ele foi rebaixado a coronel, a recém-formada República Italiana não o reconheceu os graus e honras concedidos pela República Social Italiana de 1943 a 1945.
Ele morreu em Roma em 30 de janeiro de 1962.

## Principais Comandos
- 1943 - Commanding Officer 31st Infantry Regiment "Siena" e Commanding Officer 6th Bersaglieri Regiment, Russia
- 1943 - 1944 General Officer Commanding Division Italia, Social Republic of Italy
- 1944 - 1945 General Officer Commanding Division Monterosa, Social Republic of Italy
- 1945 - General Officer Commanding Division Italia, Social Republic of Italy

## Condecorações militares

### Honras italianas
Cavaleiro da Ordem Militar de Sabóia - fita para uniforme ordinário Cavaleiro da Ordem Militar de Sabóia
"Comandante do Regimento, em três dias de luta amarga e amarga, ele liderou seus batalhões contra uma fortaleza inimiga altamente armada e os lançou em sua perseguição por meio de uma série de combates ousados e duros. Em tais circunstâncias, ele confirmou suas altas virtudes de guerreiro, a habilidade iluminada de comandá-los e o desprezo pelo perigo já demonstrado em incontáveis testes à frente de seus indomáveis soldados de infantaria. Cota 731 de Monastero, 14, 15, 16 de abril de 1941."
- Decreto Real de 2 de março de 1942
Medalha de prata para a bravura militar - fita para o uniforme comum Medalha de prata para a bravura militar
“Ele lançou sua própria tropa no assalto, incitando-os a avançar com palavras nobres. Caído ferido e incapaz de manter o comando, ele continuou a animar os funcionários e ao comandante do Batalhão que correra para confortá-lo dirigiu as seguintes palavras: 'Não pense em mim, pense no batalhão, leve-o adiante. Viva a Itália, Viva a Itália ". Flondar, 5 de junho de 1917."
Medalha de prata para a bravura militar - fita para o uniforme comum Medalha de prata para a bravura militar
"Comandante regimental de rara habilidade, em cem dias de luta amarga e amarga, ele deu provas luminosas de ousadia e bravura contra um inimigo, muito superior em força e meios e em terrenos e condições climáticas extremamente difíceis, sempre em primeiro lugar entre sua infantaria, ele trabalhou incansavelmente além de todos os limites, criando um corpo magnífico de luta e vitória de seu regimento. Brilhante exemplo de alta virtude militar, de constante desprezo pelo perigo, de profunda dedicação ao dever. Albânia, 28 de outubro de 1940 - 10 de fevereiro de 1941."
Medalha de prata para a bravura militar - fita para o uniforme comum Medalha de prata para a bravura militar
“Comandante regimental de altas qualidades militares, já distinguido em eventos militares anteriores na frente grega e repetidamente condecorado pela bravura nos dias subsequentes de operações de guerra, ele deu repetidos testes de ímpeto, habilidade, dedicação ao dever. Deixado com algumas centenas de Bersaglieri de seu regimento contra as forças inimigas preponderantes que o atacaram repetidamente e ameaçaram flanquea-lo, ele foi capaz de impedir qualquer progresso por dois dias. Mais uma vez atacado com violência conseguiu conter a posição do oponente até o cair da noite, recuando apenas após explícita ordem superior. Figura magnífica do corajoso comandante e animador capaz. Vale de Tichaja (frente russa), 17 a 19 de dezembro de 1942."
Medalha de prata para a bravura militar - fita para o uniforme comum Medalha de prata para a bravura militar
«Comandante de um regimento motorizado de Bersaglieri, em particular situação crítica, com admirável serenidade, coragem, energia e capacidade operacional, deu alma a uma tenaz resistência expondo-se onde estava o maior perigo. Ameaçado de ser cercado por elementos blindados do inimigo, ele corajosamente abriu uma passagem alcançando a fileira de retaguarda de tropas amigas. Posteriormente, protegeu por vários dias a retirada das unidades aliadas rodeadas por forças blindadas e infantaria inimiga, sempre conseguindo derrotar todas as tentativas do adversário. Frente Russa, 21 de dezembro de 1942 - 3 de janeiro de 1943."
Cruz de Mérito de Guerra - fita para uniforme comum Cruz de Mérito de Guerra
Cavaleiro da Ordem da Coroa da Itália - fita para uniforme ordinário Cavaleiro da Ordem da Coroa da Itália
- Decreto Real de 18 de abril de 1931.
Oficial da Ordem da Coroa da Itália - fita para uniforme ordinário Oficial da Ordem da Coroa da Itália
- Decreto Real de 21 de abril de 1940.
Oficial da Ordem da Coroa da Itália - fita para uniforme ordinário Oficial da Ordem da Coroa da Itália
- Decreto Real de 24 de outubro de 1941.
Medalha comemorativa da guerra de 1915-1918 - fita para uniformes comuns Medalha comemorativa da guerra de 1915-1918
Medalha da vitória inter-aliada - fita para o uniforme comum Medalha inter-aliada da vitória
Medalha Comemorativa da Unificação da Itália - fita para o uniforme comum Medalha Comemorativa da Unificação da Itália
Cruz dourada para tempo de serviço - fita para uniforme comum Cruz dourada para tempo de serviço
- Resolução Ministerial 5 de outubro de 1933, Patente n. 28922.

### Honras estrangeiras
War Cross 1918 (Tchecoslováquia) - fita uniforme para o War Cross 1918 comum (Checoslováquia)
- 5 de abril de 1919.
Medalha da Revolução Tchecoslovaca (Tchecoslováquia) - fita para uniformes comuns. Medalha da Revolução Tchecoslovaca (Tchecoslováquia)
Médaille d'honneur para ação de coragem et de dévouement vermeil (França) - fita para o uniforme comum Médaille d'honneur para ação de coragem et de dévouement vermeil (França)
- julho de 1923.
Iron Cross II classe (Alemanha) - fita para uniforme comum Iron Cross II class (Alemanha)
- O. P. 129 de 3 de julho de 1943.
Ordem Militar da Cruz Alemã em ouro (Alemanha) - fita do uniforme comum Ordem Militar da Cruz Alemã em ouro (Alemanha)

- O. P. 122 de 25 de junho de 1943.